# Kathy Leander
Kathy Leander (Alle, 24 de maio de 1963) é uma cantora suíça.

## Biografia
Leander nasceu na vila de Alle no cantão do Jura, Suíça em 1963. Com treze anos, cantava no coro da igreja da sua terra natal e participou em vários eventos.
Em 1989, partiu para Genebra, onde ela começou a cantar em clubes noturnos. Ela também cantou nos caves de St-Germain-des-Près, Paris, e em clubes parisienses de jazz.
Leander foi considerada como uma das melhoras intérpretes de música country num festival de Genebra em 1991 e no ano seguinte ganhou o Europa Song Festival, que decorreu em Bordéus.
Leander era empregada bancária em Genebra, quando foi escolhida pela televisão helvética para representar a Suíça no Festival Eurovisão da Canção 1996 que iria decorrer em 18 de maio desse ano em Oslo, onde interpretaria a balada Mon Cœur l'aime ("O meu coração ama-o"). Ela prometera um contrato para gravar um disco se se classificasse entre os cinco primeiros, mas apenas conseguiu um 16.º lugar, e ela voltou ao seu posto de trabalho.
Em 2000, agora sob o nome Catherine Leander, fez um dueto com Enric Orlandi on a single, Weil ich zu dir gehör' , lançado nos países de língua alemã. No ano seguinte, lançou Rêves à deux, um álbum constituído por duetos românticos com o cantor francês Alan Ségal (o álbum foi creditado como Cathy et Alan Ségal), que foi muito popular na região da Alsácia. Desde 2003 ela era membro do coro para o músico helvético de rock Stef de Genf.
Em 2003, Leander classificou-se em terceiro lugar no programa de talentos Merci, on vous écrira, organizado pela televisão suíça TSR. O seu primeiro álbum solo Je m'ennuie de vous, foi lançado em abril de 2006.